# LittleBigPlanet
LittleBigPlanet (LBP) – komputerowa gra platformowa wydana w październiku 2008 roku na konsole PlayStation 3 i w 2009 na PSP. Gra została zaprezentowana po raz pierwszy 7 marca 2007 roku. Gra została wyprodukowana przez brytyjską firmę Media Molecule. Pozycja doczekała się kontynuacji – LittleBigPlanet 2 – oraz LittleBigPlanet 3, tytuł nad którym pracę przejęło studio Sumo Digital.

## Rozgrywka
W grze gracz kontroluje małą postać tzw. Sackboya, który może biegać, skakać i chwytać przedmioty oraz robić śmieszne miny. Gracze mogą współpracować ze sobą tworząc własne mapy lub przechodząc mapy umieszczone w internecie, stworzone przez innych graczy. W poziomach zrobionych przez twórców można zbierać materiały, naklejki, gotowe przedmioty do edytora map oraz ubranka dla Sackboya.
Aby ukończyć dany poziom gracz musi rozwiązywać zagadki i odnajdywać sposoby na pokonanie przeszkód. Gra posiada zaawansowany silnik fizyki: każdy obiekt w grze poddawany jest zasadom grawitacji i sprężystości.

## Edytor map
Jest to główna zaleta gry. Gracz poprzez intuicyjny i bardzo rozbudowany edytor może budować mapy, a w nich m.in. maszyny, zagadki logiczne, lub zręcznościowe, tzw. Music Level. Jedynie co ogranicza gracza to jego wyobraźnia. Według danych producenta, gracze z całego świata stworzyli około 2 mln grywalnych poziomów do czasu wydania LittleBigPlanet 2.

## Sackboy i Sackgirl

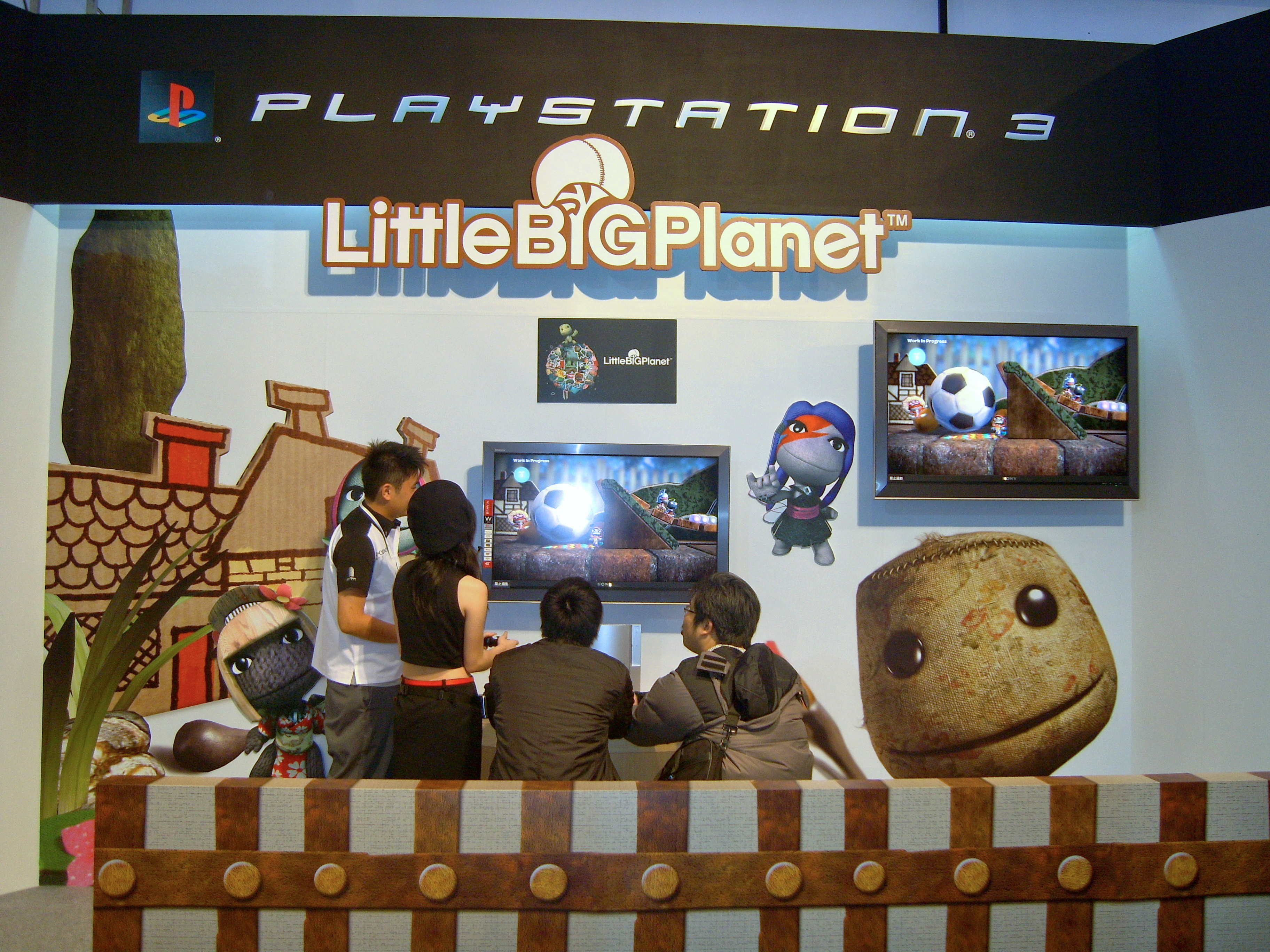
Prezentacja gry w Japonii.

Postać, którą kierujemy w grze - Sackboy/Sackgirl jest to dosłownie rzecz biorąc laleczka wykonana z worka na ziemniaki, wypchanego w środku gałgankami i lodami. Gracz może go ucharakteryzować na swój sposób wykorzystując dodatki zawarte w grze lub ściągnięte z PlayStation Store, są one darmowe lub płatne. Można je także zobaczyć na stronie littlebigplanet.com/pl w materiałach do ściągnięcia.

## Polska wersja
Pierwotnie gra została wydana na PS3 w wersji oryginalnej, a wydana rok później wersja na PSP dostępna była po polsku. Wersja na PS3 doczekała się jednak polonizacji w ramach wydania Game of the Year Edition. W obu wersjach narratorem jest Paweł Szczesny. Narrator opowiada, jak sterować postacią, w dalszej rozgrywce dostępne są polskie napisy, gdyż postacie nie mówią ludzkim głosem.